# (73119) 2002 GZ53
(73119) 2002 GZ53 – planetoida z pasa głównego asteroid okrążająca Słońce w ciągu 3,77 lat w średniej odległości 2,42 j.a. Odkryta 5 kwietnia 2002 roku.